# 乱菊物語
『乱菊物語』（らんぎくものがたり）は、谷崎潤一郎の小説。およびこれを原作とする映画。
室町時代末期の室津を舞台に、海龍王を名乗る若武者の活躍を描く。1930年（昭和5年）に『朝日新聞』で連載されたが、未完に終わった。

## 映画
1956年に公開された谷口千吉監督の日本映画。円谷英二が特殊技術を担当した。モノクロ、スタンダード。 

### スタッフ
以下のスタッフ名は特に記載がない限りKINENOTEに従った。
- 監督 - 谷口千吉
- 脚色 - 八住利雄
- 原作 - 谷崎潤一郎 『乱菊物語』[6][4]
- 製作 - 田中友幸
- 撮影 - 飯村正[5]
- 美術 - 北猛夫、阿久根巖[5]
- 音楽 - 団伊玖磨[5]
- 特殊技術 - 円谷英二、東宝技術部 [6][4][5]
- 録音 - 下永尚
- 照明 - 横井総一
- 編集 - 黒岩義民[7][8][4][5]
- 振付 - 青山圭男[4][5]
- 監督助手 - 岡本喜八[4][5]
- 現像 - 東宝現像所[4]
- 製作担当者 - 森本朴[4]
- スチール - 吉崎松雄[4]

### キャスト
- 池部良 - 海龍王 [3]
- 八千草薫 - 陽炎 [3]
- 小堀明男 - 赤松上総介 [3]
- 杉山昌三九 - 久米十郎左衛門 [3]
- 山田巳之助 - 藤内 [3]
- 笈川武夫 - 伍助 [3]
- 藤木悠 - 十郎 [3]
- 石原忠（佐原健二） - 五郎 [3]
- 浪花千栄子 - 藤巻 [3]
- 北川町子 - うるめ [3]
- 小杉義男 - 権太夫 [3]
- 堺左千夫 - べら八 [3]
- 富田仲次郎 - しび六 [3]
- 谷晃 - 鹿三 [3]
- 藤原釜足 - 幻阿弥 [3]
- 上田吉二郎 - 張恵卿 [3]
- 宮桂子[6]
- 葉山葉子[7][8]
- 今泉廉[7][8]
- 野口泰史[7][8]
- 岡豊[7][8]
- 佐田豊[7][8]
- 津田光男[7][8]
- 山本廉[7][8]
- 畠野世記子[7][8]